# 663년

## 연호
- 당(唐) 용삭(龍朔) 3년

## 기년
- 당(唐) 고종(高宗) 14년
- 신라(新羅) 문무왕(文武王) 3년
- 고구려(高句麗) 보장왕(寶臧王) 22년
- 백제(百濟)  풍왕(豊王) 4년

## 사건
- 9월 - 백제를 구원하기 위해 덴지 천황이 400여 척의 배와 2만7천여 명의 구원군을 파견했지만 결국 실패로 끝났다(백강 전투). 또한 주류성 역시 함락되었다. 결국 백제는 완전히 멸망하고 만다.
- 동로마 제국의 황제 콘스탄스 2세 로마시를 방문하다.

## 사망
- 백제(百濟)의 귀족(貴族) 귀실복신(鬼室福信)